# Нелюбін Дмитро Владиславович
Нелюбін Дмитро Владиславович (8 лютого 1971 — 1 січня 2005) — російський велогонщик.
Олімпійський чемпіон 1988 року в командній гонці переслідування, учасник 1992 року.